# Schönengrund

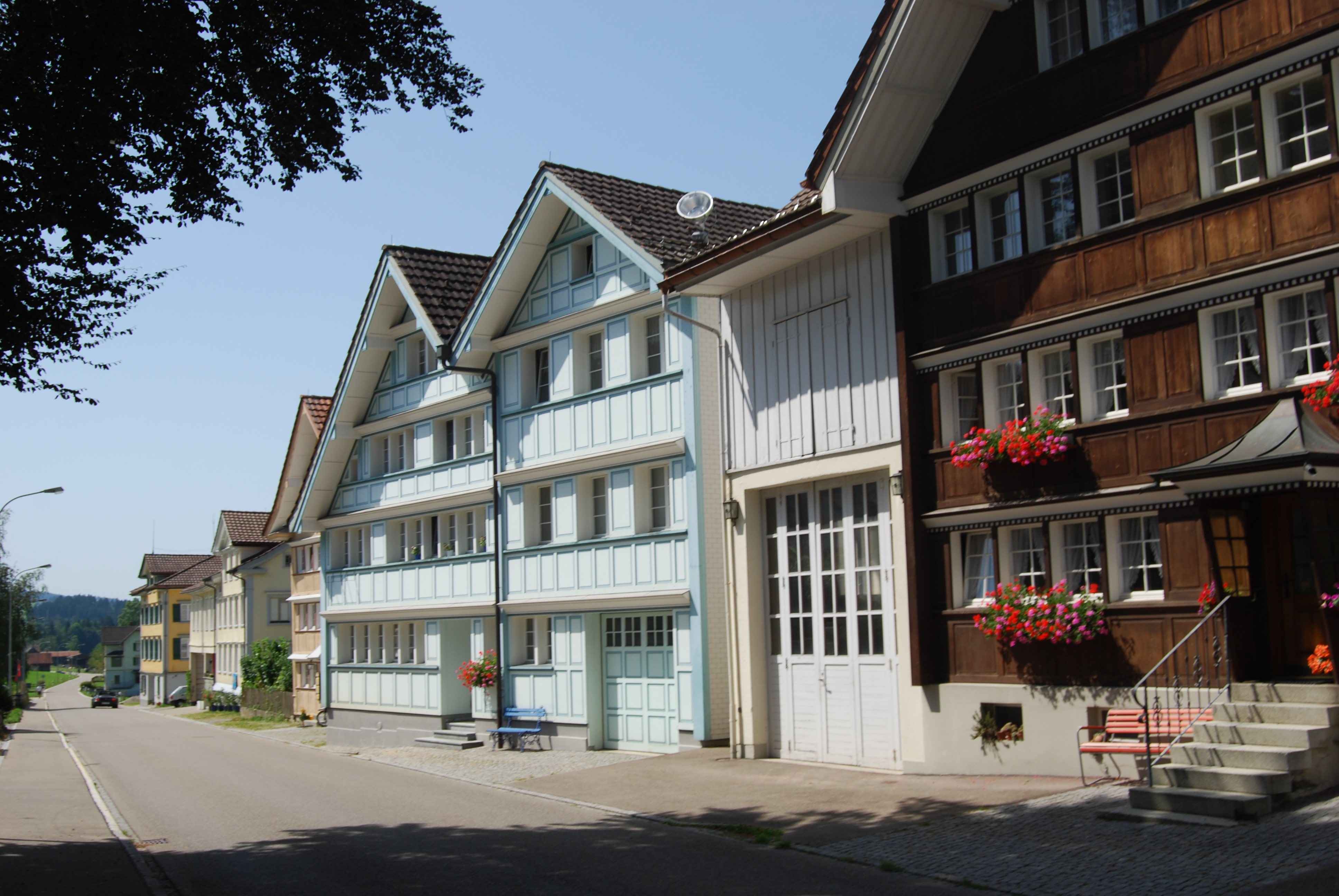
Schönengrund

Schönengrund is een gemeente en plaats in het Zwitserse kanton Appenzell Ausserrhoden.
Schönengrund telt 509 inwoners.
Bühler · Gais · Grub · Heiden · Herisau · Hundwil · Lutzenberg · Rehetobel · Reute · Schönengrund · Schwellbrunn · Speicher · Stein · Teufen · Trogen · Urnäsch · Wald · Waldstatt · Wolfhalden · Walzenhausen
- Historisch woordenboek van Zwitserland: 001295
- Virtual International Authority File: 236544555